# Guerra Cristera
A Guerra Cristera (também conhecida como Guerra dos Cristeros ou Cristiada) é o nome pelo qual ficou conhecido os conflitos armados resultantes da perseguição e repressão conduzidas pelo Estado no México contra a Igreja Católica e seus fieis. Tratou-se de um levantamento popular contra as leis anticlericais impostas pela Constituição Mexicana de 1917 promulgada em 1.º de dezembro de 1917. A maior parte do conflito armado se desenrolou entre 3 de agosto de 1926 a 21 de junho de 1929, havendo no entanto atos isolados de violência tanto por parte do Estado Mexicano quanto por parte de remanescentes dos cristeros após esse período.
Inicialmente marcado por manifestações de resistência pacífica, a reação popular violenta teve início em janeiro de 1927. 

## A constituição de 1917
Cinco dos artigos da constituição mexicana de 1917 visavam especialmente eliminar direitos da Igreja Católica na sociedade mexicana. O artigo 3.º exigia uma educação laica nas escolas. O artigo 5.º proibia as ordens monásticas. O artigo 24.º proibia o culto em público fora das igrejas, enquanto que o inciso II do artigo 27.º restringia os direitos de propriedade das organizações religiosas. Finalmente, a letra "e" do artigo 130.º retirava aos membros do clero direitos cívicos básicos: padres e líderes religiosos estavam proibidos de usar os seus hábitos, não tinham direito de voto e estavam proibidos de comentar assuntos da vida pública na imprensa.
O espírito anticlerical do governo estendia-se ainda a alterações superficiais de topónimos no sentido da sua laicização. Como exemplo, o estado de "Vera Cruz" foi rebaptizado de Veracruz.

## Os antecedentes da rebelião
Quando as medidas foram postas em prática em 1917, o presidente do México era Venustiano Carranza. Carranza foi deposto devido às maquinações do seu antigo aliado Álvaro Obregón em 1919. Obregón seria presidente em finais de 1920. Apesar de partilhar do sentimento anticlerical de Carranza, aplicou as medidas anticlericais de forma selectiva e apenas em áreas em que o sentimento católico era mais fraco.
Esta trégua precária entre o governo e a igreja terminou com a eleição de Plutarco Elías Calles em 1924. Calles era maçônico, e aplicou as leis anticatólicas com todo o rigor e por todo o país acrescentando a sua própria legislação anticatólica. Em Junho de 1926, promulgou a Lei de Reforma do Código Penal, conhecida como Lei Calles. Esta lei previa penas específicas para padres e religiosos que se atrevessem a violar as provisões da constituição de 1917. Como por exemplo, o uso de vestes religiosas em público era penalizado em 500 pesos.

## Resistência pacífica
Em resposta a estas medidas, a resistência das organizações católicas começou a intensificar-se. A mais importante destas organizações era a Liga Nacional de Defesa da Liberdade Religiosa, fundada em 1924. A ela juntaram-se a Associação Mexicana da Juventude Católica (fundada em 1913) e a União Popular, um partido político católico fundado em 1925.
Em 11 de Julho de 1926 os bispos mexicanos votaram a favor da suspensão de todas as manifestações públicas de culto como resposta à lei Calles. Esta suspensão deveria entrar em efeito a partir de 1 de Agosto. Em 14 de Julho, deram o seu apoio aos planos para levar a cabo um boicote económico contra o governo, e que seria especialmente bem-sucedido no México centro-ocidental (os estados mexicanos de Jalisco, Guanajuato, Aguascalientes, Zacatecas). Os católicos residentes nestas regiões deixaram de ir aos cinemas e teatros e não utilizavam os transportes públicos; os professores deixaram de leccionar nas escolas seculares.
No entanto, este boicote fracassou em Outubro de 1926, em grande medida devido à falta de apoio no seio dos católicos mais ricos, que estavam a perder dinheiro devido ao boicote. Por esta razão os ricos eram malvistos e a sua reputação piorou quando pagaram ao exército federal por proteção e ao chamarem a polícia para desfazer os piquetes de protesto.
Entretanto os bispos católicos trabalhavam no sentido de conseguirem que os artigos constitucionais antes referidos fossem emendados. O Papa Pio XI aprovou explicitamente esta forma de resistência. No entanto, o governo de Calles considerava este comportamento como sendo uma forma de insubordinação e ordenou o encerramento de numerosas igrejas. Em Setembro o episcopado submeteu uma proposta de emenda da constituição que foi rejeitada pelo congresso mexicano em 22 de Setembro de 1926.

## Escalada de violência

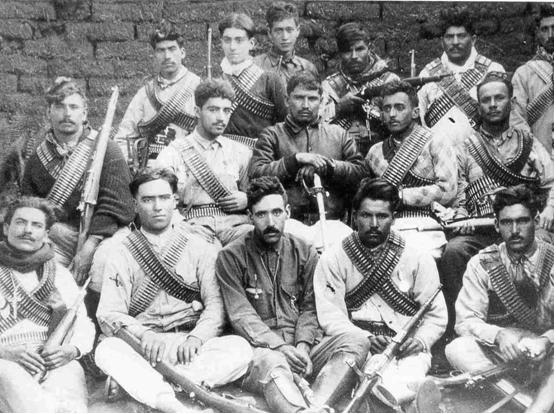
Exército da União Popular Cristera.

Em Guadalajara, no dia 3 de Agosto de 1926, cerca de 400 católicos armados encerraram-se na igreja de Nossa Senhora de Guadalupe. Envolveram-se num tiroteio com tropas federais, rendendo-se apenas quando ficaram sem munições. Segundo fontes consulares dos Estados Unidos, este confronto teria causado a morte a 18 pessoas e 40 feridos.
No dia seguinte, em Sahuayo, Michoacán, a igreja paroquial local foi invadida por 240 soldados governamentais. O padre da paróquia e o seu vigário foram mortos na violência que se seguiu. Em 14 de Agosto, agentes governamentais levaram a cabo a eliminação da delegação da Associação da Juventude Católica em Chalchihuites, Zacatecas, executando o seu conselheiro espiritual , o padre Luis Bátiz Sainz.
A partir daqui os acontecimentos sucedem-se de forma muito rápida. Um bando de rancheiros sob a liderança de Pedro Quintanar, ao tomar conhecimento da morte do padre Bátiz, ocupou a tesouraria local e declara-se em rebelião. No auge da sua rebelião controlava uma região que incluía toda a parte norte de Jalisco.
Outro levantamento foi liderado pelo presidente da câmara de Pénjamo, Guanajuato, Luis Navarro Origel, com início em 28 de Setembro. Os seus homens foram derrotados pelo exército federal em terreno aberto junto daquela localidade, mas retiraram-se para as montanhas onde continuaram como guerrilheiros. Seguiu-se um outro levantamento em Durango liderado por Trinidad Mora em 29 de Setembro e em 4 de Outubro a rebelião liderada pelo antigo general Rodolfo Gallegos no sul de Guanajuato. Ambos líderes destes levantamentos foram obrigados a recorrer a tácticas de guerrilha, pois não podiam fazer face ao exército federal em campo aberto.
Entretanto, os rebeldes em Jalisco (particularmente na região a norte de Guadalajara) começaram a reunir as suas forças. Esta região tornou-se o foco principal da rebelião liderada por René Capistran Garza, líder da Associação Mexicana da Juventude Católica, que teve início a 1 de Janeiro de 1927.

## A guerra Cristera

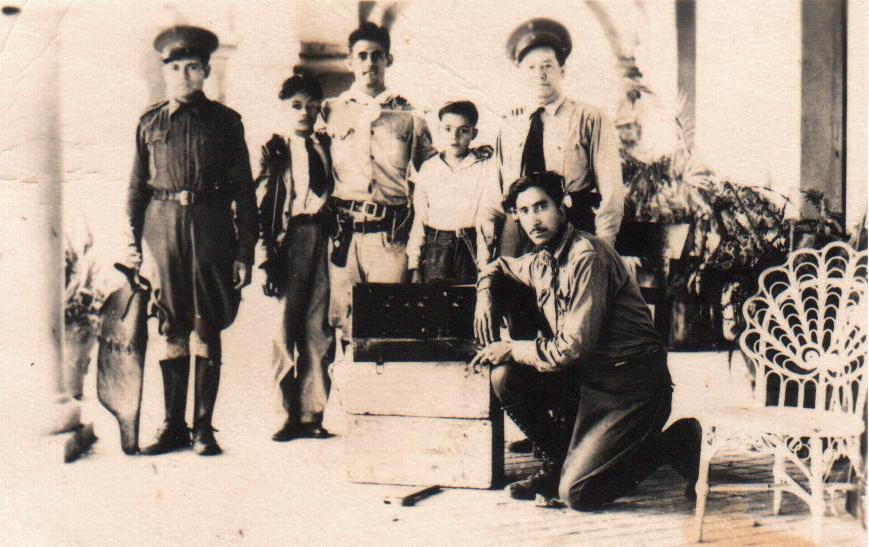
General Matías R. Villa.

A rebelião teve formalmente início com a publicação dum manifesto de Garza no dia de Ano Novo intitulado A la nación (À Nação). Nele declarava que é chegada a hora da batalha e a hora da vitória pertence a Deus. Com esta declaração, o estado de Jalisco que parecera calmo desde os acontecimentos da igreja de Guadalajara, inflamou-se. Grupos de rebeldes deslocando-se na região a nordeste de Guadalajara de Los Altos começaram a ocupar aldeias, muitas vezes equipados apenas com antigos mosquetes e paus. O grito de batalha dos Cristeros era ¡Viva Cristo Rey! ¡Viva la Virgen de Guadalupe! (Viva Cristo Rei! Viva a Virgem de Guadalupe!).
No início o governo de Calles não levou esta ameaça muito a sério. Os rebeldes conseguiam bons resultados frente aos agraristas (uma milícia rural recrutada em todo o México) e frente às forças da Defesa Social (uma milícia local), mas eram sempre derrotados pelas tropas federais que guardavam as principais cidades. Por esta altura, o exército federal contava com 79 759 homens. Quando o comandante federal de Jalisco, general Jesús Ferreira, iniciou a campanha contra os rebeldes, afirmou calmamente que se trataria mais de uma caça que de uma campanha.
Porém, estes rebeldes, que na sua grande maioria não tinham experiência militar prévia, planeavam bem os seus combates. Os mais bem-sucedidos líderes rebeldes foram Jesús Degollado (apotecário), Victoriano Ramírez (trabalhador num rancho) e dois padres, Aristeo Pedroza e José Reyes Vega. No total, cinco padres participavam activamente na luta armada.
Um estudo recente sugere que para muitos Cristeros, as motivações religiosas da rebelião eram reforçadas por outras preocupações políticas e materiais. Os participantes da rebelião provinham frequentemente de comunidades rurais que haviam sido atingidas pela política de reforma agrária conduzida pelo governo desde 1920, ou que se sentiam ameaçadas pelas mudanças políticas e económicas recentes. Muitos dos agraristas e outros apoiantes do governo eram ao mesmo tempo católicos fervorosos.  
Existe alguma controvérsia sobre se as acções dos Cristeros eram ou não apoiadas pelo episcopado ou pelo Papa. Oficialmente, o episcopado mexicano nunca apoiou a rebelião, mas segundo vários relatos os rebeldes tinham da parte do episcopado o reconhecimento da legitimidade da sua causa.
O episcopado nunca condenou os rebeldes. O bispo de Guadalajara, José Francisco Orozco y Jiménez, permaneceu junto dos rebeldes; apesar de rejeitar formalmente a revolta armada, não estava disposto a abandonar o seu rebanho. Muitos historiadores modernos consideram-no o verdadeiro líder do movimento.
Em 23 de Fevereiro de 1927, os Cristeros derrotaram pela primeira vez as tropas federais em San Francisco del Rincón, Guanajuato seguindo-se outra vitória em San Julián, Jalisco. Contudo, a rebelião seria quase extinta em 19 de Abril, quando o padre Vega liderou o assalto de um comboio que se pensava levar um carregamento de dinheiro. Durante o tiroteio que se seguiu o seu irmão foi morto e o padre Vega mandou incendiar as carruagens do comboio, causando a morte de 51 civis.
Esta atrocidade colocou a opinião pública contra os Cristeros. O governo começou a transferir os civis de regresso aos centros populacionais impedindo-os de fornecer mantimentos aos rebeldes. Ao chegar o Verão, a rebelião fora quase totalmente dominada. Garza abandonou a liderança da rebelião em Julho, após uma tentativa falhada de obtenção de fundos nos Estados Unidos.
O movimento rebelde ganhou nova vida com os esforços de Victoriano Ramírez, conhecido como El Catorce (O Catorze). Segundo a lenda esta alcunha teve origem no facto de, após a sua evasão da prisão, ter morto todos os catorze homens que tinham sido enviados em sua perseguição. Teria depois enviado uma mensagem ao presidente da câmara — e seu tio — dizendo-lhe que no futuro não deveria enviar tão poucos homens atrás dele. 
El Catorze era analfabeto, mas um líder de guerrilha nato. Fez ressuscitar a rebelião, permitindo à Liga Nacional para a Defesa da Liberdade Religiosa seleccionar um general, um mercenário que exigiu o dobro do salário de um general federal. Enrique Gorostieta era afastado do catolicismo ao ponto de fazer troça da religião das suas próprias tropas. Apesar da sua falta de piedade, fez um bom trabalho no treino das tropas rebeldes, produzindo unidades disciplinadas e oficiais. Gradualmente, os Cristeros começavam a tomar as rédeas do conflito. 
Os dois padres-comandantes, o padre Vega e o padre Pedroza, eram soldados natos. O padre Vega não era um padre típico e tinha reputação de beber excessivamente e de ignorar frequentemente o seu voto de castidade.[carece de fontes?] Por seu lado, o padre Pedroza era moralmente rígido e fiel aos seus votos sacerdotais.
Em 21 de Junho de 1927, foi formada em Zapopan a primeira brigada feminina de Cristeros (a brigada de Santa Joana d’Arc). Fundada por 17 mulheres, em pouco tempo contava com 135 membros. A sua missão consistia em conseguir dinheiro, armas, provisões e informações para os homens combatentes; também auxiliavam os feridos. Em Março de 1928 havia cerca de 10 000 mulheres envolvidas. Muitas contrabandeavam armas para as zonas de combate, transportando-as escondidas em carroças carregadas de cereais ou cimento. No final da guerra eram cerca de 25 000.
Os Cristeros mantiveram-se às rédeas do conflito durante 1928 e em 1929 o governo federal enfrentou uma nova crise: uma revolta entre os militares, liderada por Arnulfo R. Gómez em Veracruz. Os Cristeros tentaram tirar partido desta situação atacando Guadalajara em finais de Março. O ataque falhou mas os rebeldes conseguiram tomar Tepatitlán de Morelos em 19 de Abril. O padre Vega foi morto nesta batalha. 
No entanto, a revolta dos militares foi prontamente controlada, e em breve os Cristeros enfrentavam-se com divisões internas. Mário Valdés, que muitos historiadores crêem ter sido um agente federal, conseguiu inflamar os ânimos contra El Catorce levando à execução deste após uma condenação por um tribunal marcial pouco imparcial. 
Em 2 de Junho, Gorostieta foi morto ao ser emboscado por uma patrulha federal. Porém, nesta altura os rebeldes contavam com cerca de 50 000 homens armados e pareciam ser capazes de manter a rebelião por muito tempo.

## A diplomacia e a rebelião cristera
Antes e depois dos sucessos dos rebeldes e do apoio do bispo Orozco y Jiménez, os bispos mexicanos apoiaram os Cristeros (esta afirmação é contestada por muitos, que dizem que exceptuando dois casos, o episcopado era hostil ao movimento). Após o ataque ao comboio liderado pelo padre Vega, os bispos foram expulsos do México mas continuariam a tentar influenciar o resultado do conflito a partir do exterior. 
Em Outubro de 1927 o embaixador dos Estados Unidos no México era Dwight Whitney Morrow. Ele iniciou uma série de reuniões com Calles, sempre ao pequeno-almoço, em que os dois discutiam toda uma variedade de assuntos, desde os levantamentos religiosos, ao petróleo e irrigação. Este facto valer-lhe-ia o título de diplomata de ovos e fiambre nos jornais dos Estados Unidos. Morrow pretendia que o conflito terminasse por razões humanitárias e com vista a encontrar uma solução para o problema do petróleo nos Estados Unidos. Foi assistido nos seus esforços pelo padre John Burke da National Catholic Welfare Conference. A Santa Sé encontrava-se também envolvida na busca da paz.
Em 1929, Calles fundou o Partido Nacional Revolucionário (PNR), mais tarde rebatizado de Partido Revolucionário Institucional (PRI), e iniciou um período conhecido como Maximato, que terminou com a eleição de Lázaro Cárdenas.
O mandato presidencial de Calles aproximava-se do fim e o presidente eleito Álvaro Obregón deveria tomar posse em 1 de Dezembro. Porém, foi assassinado por um radical católico em 17 de Julho, facto que pôs seriamente em causa o processo de paz então em curso.
O congresso nomeou Emilio Portes Gil presidente interino em Setembro, marcando novas eleições para Novembro de 1929. Portes Gil era mais aberto em relação à igreja do que Calles havia sido, permitindo a Morrow e Burke reiniciar a sua iniciativa de paz. Portes Gil terá dito a um correspondente estrangeiro em Maio de 1929: o clero católico poderá, quando assim o desejar, retomar o exercício dos seus ritos com uma única obrigação: a de respeitar as leis do país.
No dia seguinte, o arcebispo exilado Leopoldo Ruíz y Flores emitiu uma declaração afirmando que a hierarquia tinha decidido suspender o culto porque não era capaz de aceitar as leis que eram aplicadas no meu país. Isto é, os bispos não exigiriam a revogação das leis, apenas a sua aplicação de forma menos estrita.

## Osarreglos
Morrow conseguiu o acordo entre as partes em 21 de Junho de 1929. O pacto que ele elaborou, os chamados arreglos (arranjos), permitiria o retomar do culto no México e fazia três concessões aos católicos: apenas os padres nomeados por superiores hierárquicos seriam obrigados a registar-se, a educação religiosa seria permitida nas igrejas (mas não nas escolas), e todos os cidadãos, incluindo o clero, poderiam efectuar petições para reformar as leis. Mas o ponto mais importante dos arreglos era que a igreja recuperaria o direito a usufruir das suas propriedades e os padres recuperavam o direito de viver nessas mesmas propriedades. Legalmente falando, a igreja não podia possuir propriedade imobiliária, e as suas antigas instalações permaneciam propriedade federal. No entanto, a igreja tomou o controlo destas instalações e o governo nunca voltou a tentar ficar com elas. Era um arranjo conveniente para as duas partes e o apoio da igreja aos rebeldes cessou.
Os arreglos conduziram a guerra a um desfecho pouco comum. Nos últimos dois anos, muitos oficiais anticlericais que eram hostis ao governo federal por outras razões haviam-se juntado aos rebeldes. Quando os arreglos vieram a público, apenas uma minoria dos rebeldes regressou às suas casas, aqueles que sentiam que a sua guerra havia sido ganha. Uma vez que os rebeldes não haviam sido ouvidos nas conversações, muitos deles sentiam-se traídos e alguns continuaram a combater. Então a igreja ameaçou os rebeldes de excomunhão e gradualmente a rebelião terminou.
Os oficiais, temendo serem julgados como traidores, tentaram manter a rebelião. Os seus esforços falharam e muitos foram capturados e fuzilados, enquanto outros escaparam para San Luis Potosí onde o general Saturnino Cedillo lhes concedeu refúgio. 
Em 27 de Junho, os sinos ouviram-se no México pela primeira vez em quase três anos.
A guerra custou a vida a cerca de 90 000 pessoas: 56 882 no lado federal, 30 000 Cristeros e numerosos civis e Cristeros mortos em ofensivas anticlericais após o fim da guerra. Conforme prometido por Portes Gil, a lei Calles permaneceu nos livros, mas não foi feita qualquer tentativa organizada por parte do governo federal com vista à sua aplicação efectiva. Ainda assim, em várias localidades, a perseguição de padres católicos prosseguiu, baseada na interpretação da lei feita pelas autoridades locais. As provisões anticlericais continuam em vigor em 2005, apesar de já não serem aplicadas.

## Santos da guerra Cristera
A Igreja Católica reconhece como mártires várias pessoas mortas durante a rebelião Cristera. Talvez o mais conhecido seja o beato Miguel Pro. Este padre jesuíta foi executado por um pelotão de fuzilamento em 23 de Novembro de 1927, sem direito a julgamento, acusado de que as suas actividades sacerdotais desafiavam o governo. O governo de Calles esperava utilizar imagens da execução como forma de levar os rebeldes à rendição, mas as fotos produziram o efeito contrário. Após verem as imagens, que o governo mandara imprimir em todos os jornais, os Cristeros sentiram-se inspirados pelo desejo de seguir o exemplo do padre Pro como mártires por Cristo. Foi beatificado em 1988.
Em 21 de Maio de 2000, o papa João Paulo II canonizou um grupo de 25 mártires deste período (haviam sido beatificados em 2 de Novembro de 1992). Na sua maioria eram padres que não pegaram em armas, mas que se recusaram a abandonar as suas paróquias, tendo sido executados pelas forças federais.
Outras 13 vítimas do regime anticatólico foram declaradas mártires pela igreja católica, posteriormente beatificadas em 20 de Novembro de 2005 em Guadalajara, Jalisco pelo cardeal José Saraiva Martins.
No dia 16 de outubro de 2016, o Papa Francisco canonizou o então Beato José Luís Sánchez Del Río, como santo da Igreja católica.